# پلی‌اتیلن
پلی‌اتن‌ یا پلی‌اتیلن‌ رایج‌ترین پلاستیکی است که امروزه مورد استفاده قرار می‌گیرد و معمولاً به اختصار PE نوشته می‌شود. پلی‌اتیلن نوعی پلیمر است که در درجه اول در صنعت بسته‌بندی جهت تولید اقلامی از قبیل کیسه‌های پلاستیکی، فیلم‌های پلاستیکی، ژئوممبران و ظروف از جمله بطری‌ها و غیره استفاده می‌شود. در سال ۲۰۱۷، در جهان سالانه بیش از ۱۰۰ میلیون تن رزین پلی‌اتیلن تولید می‌شود که ۳۴٪ از کل بازار پلاستیک‌ها را تشکیل می‌دهد.
اتیلن (C2H4) یک مولکول پایدار با دو اتم کربن و یک پیوند دوگانه است. پلی اتیلن (PE) از واکنش چندین مولکول اتیلن در حضور کاتالیزور برای شکستن پیوند دوگانه و اتصال اتم‌های کربن به یک زنجیره ساخته می‌شود. هرچه این زنجیره بلندتر باشد، وزن مولکولی بالاتر است. بسیاری از انواع پلی‌اتیلن شناخته شده‌است که اکثر آنها دارای فرمول شیمیایی {\displaystyle {\ce {(C2H4)n}}} هستند. پلی‌اتیلن معمولاً مخلوطی از پلیمرهای اتیلن مشابه با مقادیر مختلف n است.

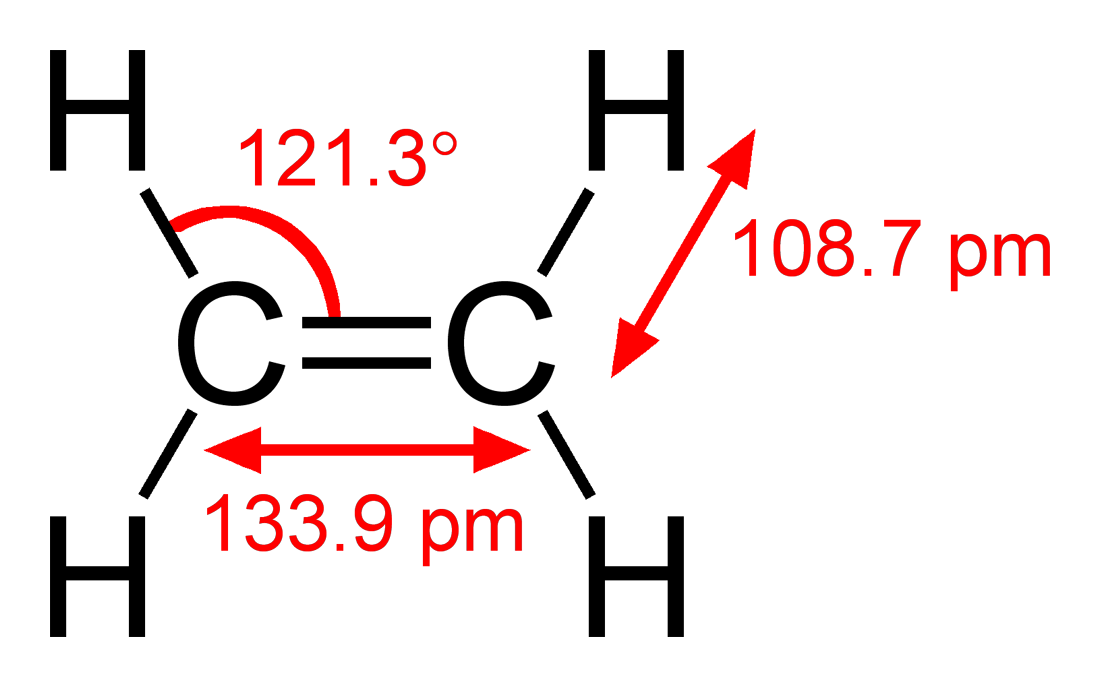
فرمول ساختاری مولکول اتیلن (اتن)

پلی‌اتیلن در انواع چگالی کم و چگالی بالا وجود دارد: پلی‌اتیلن با چگالی کم با استفاده از فشارهای بسیار بالا (۱۰۰۰–۵۰۰۰ اتمسفر) و دمای بالا (۵۲۰ کلوین) اکسترود می‌شود، در حالی که پلی‌اتیلن چگالی بالا با استفاده از فشار کم (۶–۷ اتمسفر) و دمای پایین (۳۳۳–۳۴۳ کلوین) اکسترود می‌شود. پلی‌اتیلن معمولاً گرمانرم است، اما می‌توان آن را طوری تغییر داد که گرماسخت باشد، به عنوان مثال، پلی‌اتیلن پیوند متقابل نوعی پلی‌اتیلن گرماسخت است.

## تاریخچه

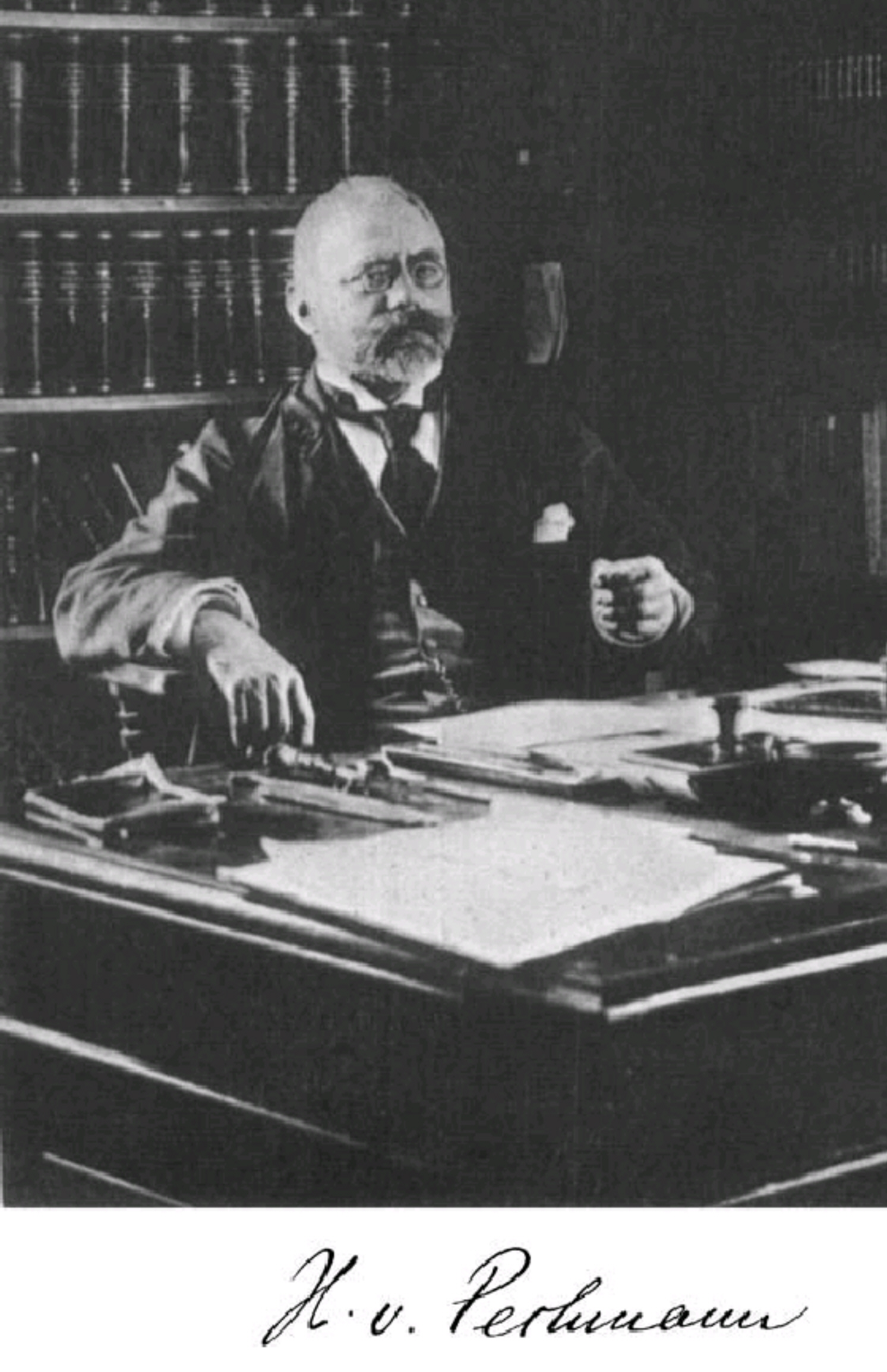
هانس فون پشمان یک شیمیدان آلمانی بود که به دلیل کشف دی‌آزومتان در سال ۱۸۹۴ شهرت داشت. فون پشمان همچنین اولین نمونه از پلی‌اتیلن جامد را در سال ۱۸۹۸ از طریق تجزیه دی‌آزومتان به‌طور تصادفی تولید کرد.

پلی‌اتیلن اولین بار توسط شیمیدان آلمانی هانس فون‌پشمان ساخته شد که در سال ۱۸۹۸ در حین بررسی دی‌آزومتان آن را به‌طور تصادفی تهیه کرد. هنگامی که همکارانش یوگن بامبرگر و فردریش تشرنر ماده سفید و مومی شکلی را که او ایجاد کرده بود توصیف کردند، متوجه شدند که حاوی زنجیره‌های بلند -CH2- است و آن را polymethylene (پلی متیلن) نامیدند.
اولین سنتز صنعتی کاربردی پلی‌اتیلن بار دیگر به‌طور تصادفی در سال ۱۹۳۳ توسط اریک فاوست و رجینالد گیبسون در کارگاه صنایع شیمیایی امپراتوری (ICI) در نورثویچ انگلستان کشف شد. پس از اعمال فشار بسیار بالا (چند صد اتمسفر) به مخلوطی از اتیلن و بنزآلدئید، آنها دوباره یک ماده مومی سفید تولید کردند. از آنجایی که واکنش اولیه در حضور میزان کمی اکسیژن در دستگاه آنها آغاز شده بود و آنها نسبت به آن اطلاع نداشتند، تکرار مجدد آزمایش در ابتدا دشوار بود. در سال ۱۹۳۵ بود که شیمیدان دیگر ICI، مایکل پرین، این حادثه را به یک سنتز فشار بالای تکرارپذیر برای پلی‌اتیلن توسعه داد که پایه‌ای برای تولید پلی‌اتیلن کم چگالی (LDPE) صنعتی شد که از سال ۱۹۳۹ شروع شد.
از آنجایی که مشخص شد پلی‌اتیلن دارای خاصیت نفوذناپذیری زیادی در برابر امواج رادیویی با فرکانس بسیار بالا است، توزیع تجاری آن در بریتانیا با شروع جنگ جهانی دوم به حالت تعلیق درآمد، و تولید آن مخفیانه شد و این فرایند جدید برای تولید عایق برای کابل‌های کواکسیال UHF و SHF مجموعه‌های رادار مورد استفاده قرار گرفت. در طول جنگ جهانی دوم، تحقیقات بیشتری در مورد فرایند ICI انجام شد و در سال ۱۹۴۴، شرکت صنایع شیمیایی دوپون در رودخانه سابین، تگزاس، و شرکت Bakelite در چارلستون، ویرجینیای غربی، تولید تجاری در مقیاس بزرگ را تحت مجوز ICI آغاز کردند.
پیشرفت مهم اساسی در تولید تجاری پلی‌اتیلن با توسعه کاتالیزورهایی آغاز شد که پلیمریزاسیون را در دماها و فشارهای ملایم ترویج می‌کردند. اولین مورد کاتالیزوری بر پایه تری‌اکسید کروم بود که در سال ۱۹۵۱ توسط رابرت بَنکس و جی پل هوگان در فیلیپس پترولیوم کشف شد. در سال ۱۹۵۳، کارل زیگلر، شیمیدان آلمانی، یک سیستم کاتالیزوری مبتنی بر هالیدهای تیتانیوم و ترکیبات آلومینیمی ایجاد کرد که حتی در شرایط ملایم‌تری از کاتالیزور فیلیپس کار می‌کرد. با این حال، کاتالیزور فیلیپس هزینه کمتری دارد و کار با آن آسان‌تر است، و هر دو روش به شدت به صورت صنعتی مورد استفاده قرار می‌گیرند. در پایان دهه ۱۹۵۰ هر دو کاتالیزور فیلیپس و زیگلر برای تولید پلی‌اتیلن با چگالی بالا (HDPE) استفاده می‌شدند. در دهه ۱۹۷۰، سیستم زیگلر با ترکیب کلرید منیزیم بهبود یافت. سیستم‌های کاتالیزوری مبتنی بر کاتالیزورهای محلول، متالوسن‌ها، در سال ۱۹۷۶ توسط والتر کامینسکی و هانسیورگ سین گزارش شدند. خانواده کاتالیزورهای مبتنی بر زیگلر و متالوسن ثابت کرده‌اند که در کوپلیمریزاسیون اتیلن با سایر الفین‌ها بسیار انعطاف‌پذیر هستند و به پایه و اساس طیف گسترده‌ای از رزین‌های پلی‌اتیلن موجود امروزی، از جمله پلی‌اتیلن با چگالی بسیار کم و پلی‌اتیلن کم چگالی خطی تبدیل شده‌اند. چنین رزین‌هایی به شکل الیاف UHMWPE (از سال ۲۰۰۵) شروع به جایگزینی آرامیدها در بسیاری از کاربردهای با مقاومت بالا کرده‌اند.

## خواص

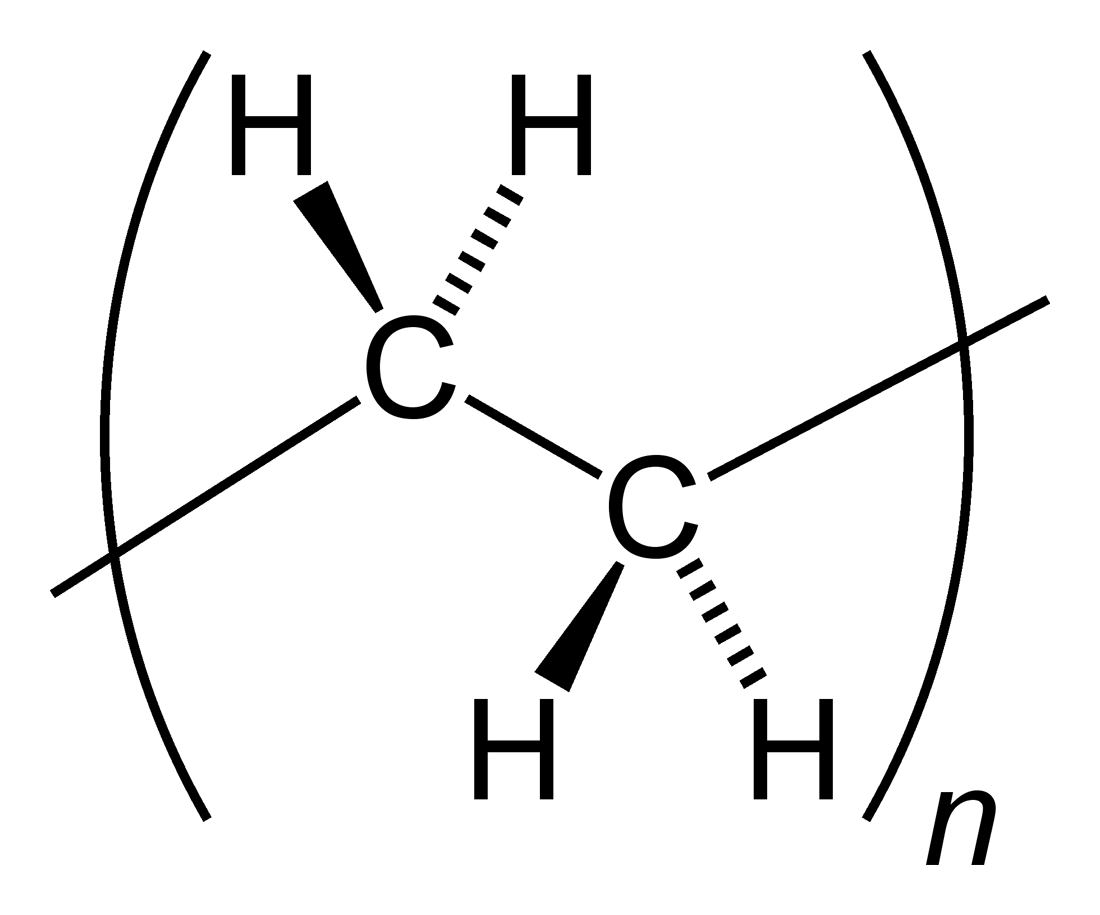
واحد تکرار شونده در پلی‌اتیلن در پایدارترین ترکیب متوالی

خواص پلی‌اتیلن را می‌توان به خواص مکانیکی، شیمیایی، الکتریکی، نوری و حرارتی تقسیم کرد.

### خواص مکانیکی
پلی‌اتیلن دارای استحکام، سختی و سفتی کم است، اما دارای شکل‌پذیری و چقرمگی بالا و همچنین اصطکاک کم است. پلی‌اتیلن تحت نیروی مداوم از خود خزش زیادی نشان می‌دهد که می‌تواند با افزودن الیاف کوتاه آن را کاهش داد. پلی‌اتیلن هنگام لمس احساس مومی بودن می‌دهد.

### خواص حرارتی
کاربرد تجاری پلی‌اتیلن به دلیل نقطه ذوب نسبتاً پایین آن در مقایسه با سایر ترموپلاستیک‌ها محدود شده‌است. برای گریدهای تجاری رایج پلی‌اتیلن با چگالی متوسط و بالا، نقطه ذوب معمولاً در محدوده ۱۲۰ تا ۱۳۰ درجه سلسیوس است. نقطه ذوب پلی‌اتیلن متوسط تجاری با چگالی کم معمولاً ۱۰۵ تا ۱۱۵ درجه سلسیوس است. این دماها به شدت با نوع پلی‌اتیلن متغیر است، اما حد بالای نظری ذوب پلی‌اتیلن ۱۴۴ تا ۱۴۶ درجه سلسیوس گزارش شده‌است. احتراق معمولاً در دمای بالای ۳۴۹ درجه سلسیوس رخ می‌دهد.

### خواص شیمیایی
پلی‌اتیلن از هیدروکربن‌های غیرقطبی، اشباع و با وزن مولکولی بالا تشکیل شده‌است؛ بنابراین رفتار شیمیایی آن مشابه پارافین است. تک تک ماکرومولکول‌ها به صورت کووالانسی به هم مرتبط نیستند. به دلیل ساختار مولکولی متقارنشان، تمایل به کریستال شدن دارند. پلی‌اتیلن به‌طور کلی تا حدی کریستالی است. بلورینگیِ بیشتر باعث افزایش چگالی و پایداری مکانیکی و شیمیایی می‌شود.
روش استاندارد برای تست چگالی پلاستیک ISO 1183 قسمت ۲ (ستون‌های گرادیان)، یا ISO 1183 قسمت ۱ (آنالیزگر چگالی MVS2PRO) است.
اکثر گریدهای LDPE و MDPE و HDPE دارای مقاومت شیمیایی عالی هستند، به این معنی که توسط اسیدهای قوی یا بازهای قوی مورد حمله قرار نمی‌گیرند و در برابر اکسیدان‌های ملایم و عوامل کاهنده مقاوم هستند. نمونه‌های کریستالی در دمای اتاق حل نمی‌شوند. پلی‌اتیلن (غیر از پلی‌اتیلن پیوند عرضی) معمولاً می‌تواند در دماهای بالا در هیدروکربن‌های معطر مانند تولوئن یا زایلین یا در حلال‌های کلردار مانند تری کلرواتان یا تری کلروبنزین حل شود.
پلی‌اتیلن تقریباً هیچ آبی جذب نمی‌کند به همین دلیل بهترین ماده اولیه برای ساخت سپتیک می باشد. نفوذپذیری گاز و بخار آب (فقط گازهای قطبی) در آن کمتر از اکثر پلاستیک‌ها است اما از طرف دیگر، اکسیژن، دی‌اکسید کربن و طعم دهنده‌ها می‌توانند به راحتی از آن عبور کنند.
پلی‌اتیلن در معرض نور خورشید می‌تواند شکننده شود. معمولاً از کربن سیاه به عنوان تثبیت کننده UV استفاده می‌شود.
پلی‌اتیلن به آرامی با شعله آبی رنگ که نوک آن زرد است می‌سوزد و بوی پارافین می‌دهد (شبیه شعله شمع). این ماده با حذف منبع شعله به سوختن ادامه می‌دهد و قطره ایجاد می‌کند.
پلی‌اتیلن را نمی‌توان بدون آماده‌سازی با چسب‌ها چسباند. اتصال استحکام بالای دو قطعه پلی‌اتیلنی به راحتی با جوش پلاستیک به دست می‌آید.

### خواص الکتریکی
پلی‌اتیلن یک عایق الکتریکی خوب است. این ماده مقاومت درختی شدن الکتریکی خوبی از خود نشان می‌دهد. با این حال، به راحتی با بار الکتریکی باردار می‌شود (که می‌تواند با افزودن گرافیت، کربن سیاه یا عوامل آنتی استاتیک آن را کاهش داد).

### خواص نوری
بسته به تاریخچه حرارتی و ضخامت فیلم، پلی‌اتیلن می‌تواند بین تقریباً شفاف، شیری مات (نیمه شفاف) و مات متفاوت باشد. LDPE بیشترین، LLDPE کمی کمتر و HDPE کمترین شفافیت را دارد. اگر بلورها بزرگتر از طول موج نور مرئی باشند، شفافیت را کاهش می‌دهد.

## انواع
پلی‌اتیلن بر اساس چگالی و شاخه‌های آن طبقه‌بندی می‌شود. خواص مکانیکی آن به‌طور قابل توجهی به متغیرهایی مانند میزان و نوع شاخه‌ها، ساختار کریستالی و وزن مولکولی بستگی دارد. انواع پلی‌اتیلن عبارتند از:
- پلی‌اتیلن با وزن مولکولی فوق‌العاده بالا (UHMWPE)
- پلی‌اتیلن با وزن مولکولی بسیار کم (ULMWPE یا PE-WAX)
- پلی‌اتیلن با وزن مولکولی بالا (HMWPE)
- پلی‌اتیلن چگالی بالا (HDPE)
- پلی‌اتیلن پیوندعرضی چگالی بالا (HDXLPE)
- پلی‌اتیلن پیوند عرضی (PEX یا XLPE)
- پلی‌اتیلن با چگالی متوسط (MDPE)
- پلی‌اتیلن کم‌چگالی خطی (LLDPE)
- پلی‌اتیلن کم‌چگالی (LDPE)
- پلی‌اتیلن با چگالی بسیار کم (VLDPE)
- پلی‌اتیلن کلردار (CPE)

خواص انواع «پلی‌اتیلن» به ساختار مولکولی آن بستگی دارد. وزن مولکولی و بلورینگی مهم‌ترین عوامل هستند. بلورینگی به نوبه خود به وزن مولکولی و میزان انشعاب یا شاخه‌ها بستگی دارد. هرچه زنجیره‌های پلیمری کمتر شاخه داشته باشند و وزن مولکولی کمتر باشد، بلورینگی پلی‌اتیلن بیشتر می‌شود. میزان بلورینگی از ۳۵٪ (برای PE-LD و PE-LLD) تا ۸۰٪ (برای PE-HD) متغیر است. چگالی پلی‌اتیلن در نواحی کریستالی ۱٫۰ گرم بر سانتی‌متر مکعب و در نواحی آمورف ۰٫۸۶ گرم بر سانتی‌متر مکعب است. یک رابطه تقریباً خطی بین چگالی و بلورینگی وجود دارد.
درجه انشعاب انواع پلی‌اتیلن را می‌توان به صورت شماتیک به صورت زیر نشان داد:
| PE-HD  | Schematic representation of PE-HD (high-density polyethylene)        |
| PE-LLD | Schematic representation of PE-LLD (linear low-density polyethylene) |
| PE-LD  | Schematic representation of PE-LD (low-density polyethylene)         |

شکل بالا ستون فقرات پلی‌اتیلن، شاخه‌های زنجیره کوتاه و شاخه‌های زنجیره جانبی را نشان می‌دهد. زنجیره‌های پلیمری به صورت خطی نشان داده می‌شوند.

### پلی‌اتیلن چگالی بالا (HDPE)

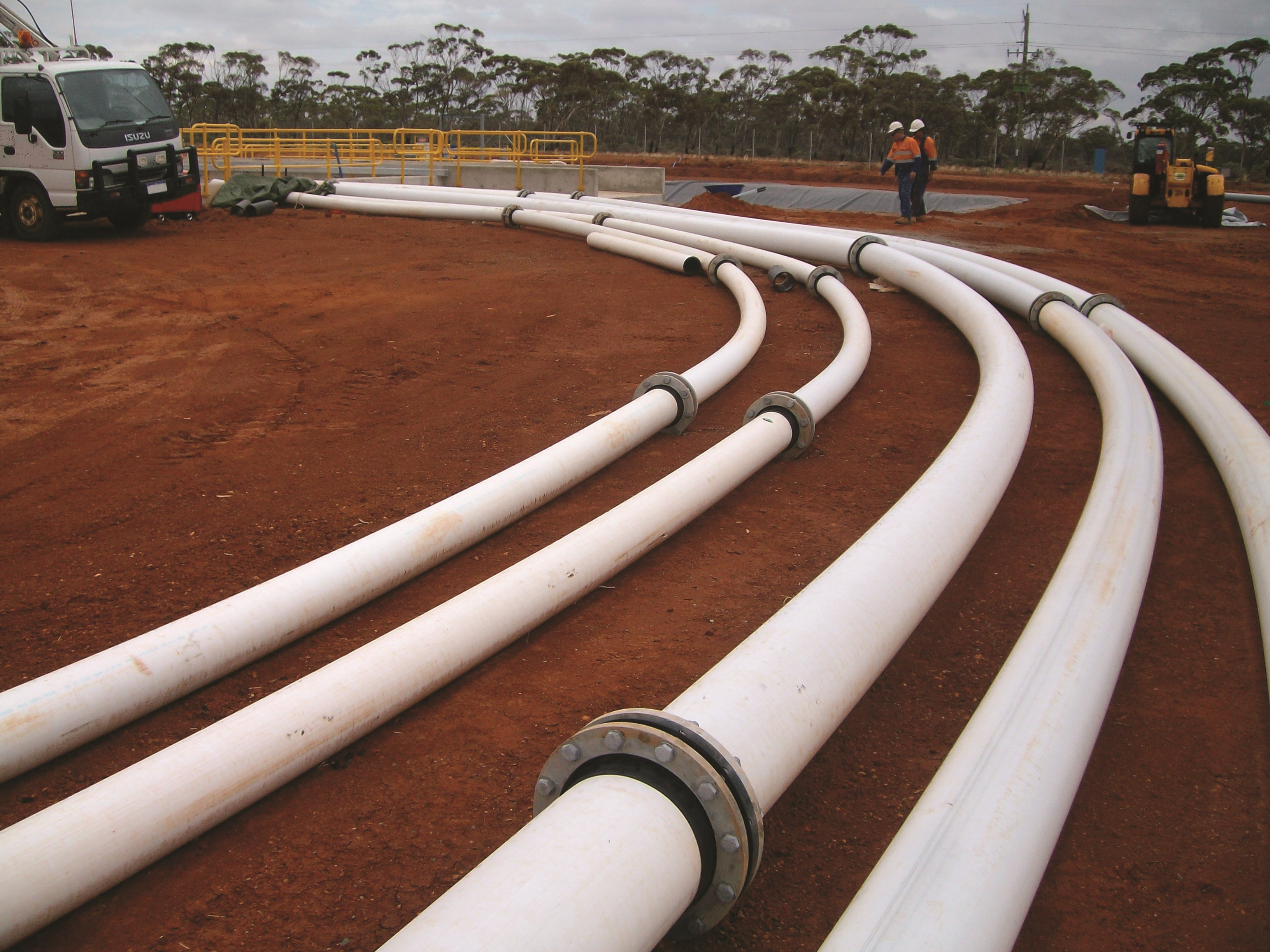
لوله HDPE در محل در حین نصب. لایه بیرونی سفید به منظور کاهش گرمایش حرارتی که به نام Acu-Therm شناخته می‌شود، اکسترود می‌شود.

پلی‌اتیلن چگالی بالا یا HDPE با چگالی بیشتر یا مساوی ۰٫۹۴۱ گرم بر سانتی‌متر مکعب تعریف می‌شود. HDPE تعداد انشعاب پایینی دارد. مولکول‌های عمدتاً خطی به خوبی در کنار هم قرار می‌گیرند، بنابراین نیروهای بین مولکولی قوی‌تر از پلیمرهای بسیار منشعب هستند. HDPE می‌تواند توسط کاتالیزورهای کروم/سیلیکا، کاتالیزورهای زیگلر-ناتا یا کاتالیزورهای متالوسن تولید شود. با انتخاب کاتالیزورها و شرایط واکنش، می‌توان انشعاب‌های کمی را که رخ می‌دهد کنترل کرد. این کاتالیزورها تشکیل رادیکال‌های آزاد در انتهای مولکول‌های پلی‌اتیلن در حال رشد را ترجیح می‌دهند. آنها باعث می‌شوند مونومرهای جدید اتیلن به انتهای مولکول‌ها اضافه شوند، نه در امتداد وسط، و باعث رشد یک زنجیره خطی می‌شوند.
پلی‌اتیلن چگالی بالا استحکام کششی بالایی دارد. در محصولات و بسته‌بندی‌هایی مانند پارچ، بطری‌های مواد شوینده، ظرف کره، سطل‌های زباله و لوله‌های آب استفاده می‌شود. یک سوم کل اسباب بازی‌ها از HDPE تولید می‌شوند. در سال ۲۰۰۷، مصرف جهانی HDPE به حجم بیش از ۳۰ میلیون تن رسید.
در واقع هدف از گفتن پلی اتیلن چگالی بالا پایین و غیره، این است که متوجه شویم زنجیره های این پلی اتین چگونه به یکدیگر متصل شده اند. همچین تعداد اتصالات موجود در میان اتم و مولکول های این ماده برای نام گذاری آن اثر دارند. همین نامگذاری نیز موجب دسته بندی های مختلف شده است.

### پلی‌اتیلن کم‌چگالی (LDPE)
پلی‌اتیلن کم‌چگالی یا LDPE با محدوده چگالی ۰٫۹۱۰ تا ۰٫۹۴۰ گرم بر سانتی‌مترمکعب شناخته می‌شود. LDPE دارای درجه بالایی از انشعاب زنجیره کوتاه و بلند است، به این معنی که زنجیره‌ها در ساختار کریستالی نیز جمع نمی‌شوند؛ بنابراین نیروهای بین مولکولی قوی کمتری دارد زیرا جاذبه دوقطبی-القایی دوقطبی-آنی آن کمتر است. این امر باعث کاهش استحکام کششی و افزایش شکل‌پذیری آن می‌شود. LDPE توسط پلیمریزاسیون رادیکال آزاد ایجاد می‌شود. میزان بالای انشعاب‌های آن با زنجیره‌های بلند به پلی‌اتیلن کم‌چگالیِ مذاب خواص جاری شدن منحصربه‌فرد و مطلوبی می‌دهد. LDPE هم برای ظروف سفت و هم برای کاربردهای فیلم پلاستیکی مانند کیسه‌های پلاستیکی و روکش‌های فیلمی استفاده می‌شود. در سال ۲۰۱۳، حجم بازار جهانی LDPE تقریباً ۳۳ میلیارد دلار بود.
فرایند پلیمریزاسیون رادیکالی که برای ساخت LDPE استفاده می‌شود، شامل کاتالیزوری نمی‌شود که بر مکان‌های رادیکال روی زنجیره‌های PE در حال رشد نظارت کند. (در سنتز HDPE، محل‌های رادیکال در انتهای زنجیره‌های پلی‌اتیلن قرار دارند، زیرا کاتالیزور تشکیل آنها را در انتها تثبیت می‌کند) رادیکال‌های ثانویه (در وسط یک زنجیره) پایدارتر از رادیکال‌های اولیه هستند (در انتهای زنجیره)، و رادیکال‌های سوم (در یک نقطه شاخه) هنوز پایدارتر هستند. هر بار که یک مونومر اتیلن اضافه می‌شود، یک رادیکال اولیه ایجاد می‌کند، اما اغلب این رادیکال‌ها برای تشکیل رادیکال‌های ثانویه یا ثالثی پایدارتر می‌شوند. افزودن مونومرهای اتیلن به سایت‌های ثانویه یا سوم باعث ایجاد انشعاب می‌شود.

### پلی‌اتیلن کم چگالیِ خطی (LLDPE)
پلی‌اتیلن کم چگالیِ خطی یا LLDPE با محدوده چگالی ۰٫۹۱۵ تا ۰٫۹۲۵ گرم بر سانتی‌مترمکعب تعریف می‌شود. LLDPE یک پلیمر اساساً خطی با تعداد قابل توجهی شاخه‌های کوتاه است که معمولاً با کوپلیمریزاسیون اتیلن با آلفا-الفین‌های زنجیره کوتاه (مثلاً ۱-بوتن، ۱-هگزن و ۱-اکتن) ساخته می‌شود. LLDPE استحکام کششی بالاتری نسبت به LDPE دارد و مقاومت در برابر ضربه و سوراخ شدن بالاتری نسبت به LDPE نشان می‌دهد. فیلم‌های با ضخامت کمتر (گیج) را می‌توان در مقایسه با LDPE با مقاومت بهتر در برابر ترک خوردگی در تنش‌های محیطی دمید، اما پردازش آن‌ها آسان نیست. LLDPE در بسته‌بندی، به ویژه فیلم برای کیسه‌ها و ورق‌ها استفاده می‌شود. ضخامت کمتری ممکن است در مقایسه با LDPE استفاده شود. برای پوشش کابل برق (کابل با روکش پلی اتیلن)، اسباب بازی، درب، سطل، ظروف و لوله استفاده می‌شود. در حالی که کاربردهای دیگری در دسترس هستند، LLDPE به دلیل چقرمگی، انعطاف‌پذیری و شفافیت نسبی، عمدتاً در تولید مشما استفاده می‌شود. نمونه‌های محصول آن عبارتند از: مشماهای کشاورزی، روکش ساران و روکش حباب‌دار. در سال ۲۰۱۳، بازار جهانی LLDPE به حجم ۴۰ میلیارد دلار آمریکا رسید.

### پلی‌اتیلن پیوند عرضی (PEX یا XLPE)
پلی‌اتیلن پیوند عرضی یا PEX پلی‌اتیلنی با چگالی متوسط تا بالا است که حاوی پیوندهای عرضی یا متقابل است که به ساختار پلیمر وارد شده و ترموپلاستیک را به یک ترموست تبدیل می‌کند. با اتصال عرضی خواص دما-بالای پلیمر بهبود می‌یابد، سیالیت آن کاهش می‌یابد و مقاومت شیمیایی آن افزایش می‌یابد. از PEX در برخی از سیستم‌های لوله‌کشی آب آشامیدنی استفاده می‌شود.

## کاربردها

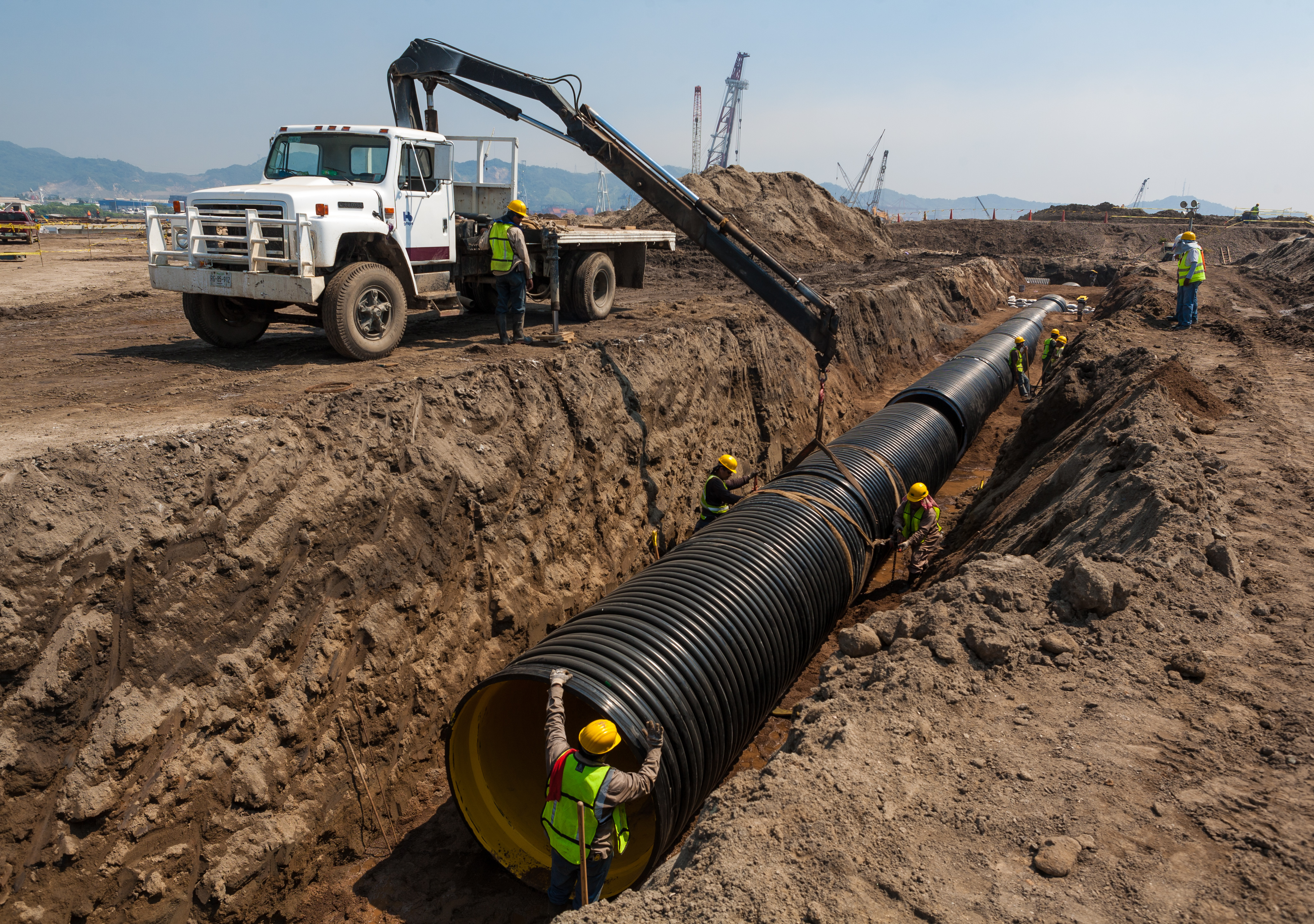
نصب یک لوله از جنس پلی‌اتیلن سنگین برای یک پروژه جمع‌آوری فاضلاب در مکزیک

پلی‌اتیلن کاربرد فراوانی در تولید انواع لوازم پلاستیکی مورد استفاده در آشپزخانه و صنایع غذایی دارد. از LDPE در تولید ظروف پلاستیکی سبک و همچنین کیسه‌های پلاستیکی استفاده می‌شود. HDPE، در تولید ظروف شیر و مایعات، انواع وسایل پلاستیکی آشپزخانه و مخازن آب پلی‌اتیلن کاربرد دارد. در تولید لوله‌های پلاستیکی , لوله پلی اتیلن و اتصالات لوله‌کشی معمولاً از MDPE استفاده می‌کنند. گفتنی است مهم‌ترین کاربرد پلی اتیلن در ساخت لوله‌های کاروگیت پلی اتیلن و آبیاری قطره ای است که توانسته کمک شایانی به صرفه جوی آب کند.
LLDPE به دلیل بالا بودن میزان انعطاف‌پذیری در تهیه انواع وسایل پلاستیکی انعطاف‌پذیر مانند لوله‌هایی با قابلیت خم شدن کاربرد دارد. اخیراً پژوهش‌های فراوانی در تولید پلی‌اتیلن‌هایی با زنجیر بلند و دارای شاخه‌های کوتاه انجام شده‌است. این پلی‌اتیلن‌ها در اصل HDPE با تعدادی شاخه‌های جانبی هستند. این پلی‌اتیلن‌ها ترکیبی، استحکام HDPE و انعطاف‌پذیری LDPE را دارند.
از پلی اتیلن برای ساخت مخزن پلی اتیلن، وان پلی اتیلن و حتی خانه پیش ساخته استفاده میشود. این ماده کاربرد زیادی در صنعت دارد.

## سلامتی
طبق تحقیقات جدیدمیزان پلاستیک انباشته در بدن انسان‌ها به‌خصوص در مغز و کبد در حال افزایشه. میزان انباشت در مغز (دارای همبستگی با زوال عقل) ترسناکه، بین ۳۰-۷ تا برابر انباشت در کبد! از مجرمین اصلی پلی‌اتیلنه که به شکل‌ نانورشته‌ و نانوورقه‌ انباشته میشه